# Forst an der Weinstraße
Forst an der Weinstraße település Németországban, Rajna-vidék-Pfalz tartományban. Lakosainak száma 784 fő (2023. december 31.).

## Népesség
A település népességének változása:
| Lakosok száma | 608  | 799  | 773  | 792  | 800  | 784  |
|               | 1975 | 2017 | 2019 | 2021 | 2022 | 2023 |